# ناحية الرقاما
ناحية الرقاما إحدى نواحي سوريا تتبع إداريّاً لمحافظة حمص منطقة حمص ومركزها بلدة الرقاما، بلغ تعداد سكان الناحية 20,602 نسمة حسب التعداد السكاني لعام 2004.

## بلدات وقرى ناحية الرقاما
العاليات، الأعور، العزيزية، البلها، درداء (دردغان)، القنية الشرقية، الغالية، الحمرات، الحربية، جباب الزيت، المضابع، المنزول، النعامية، النزهة، الرقاما، الروضة، الرضيفات، الشعيرات، أم دولاب (المظهرية)، الوازعية.